# 国家机关事务管理局西山服务局
国家机关事务管理局西山服务局，是国家机关事务管理局直属事业单位。

## 沿革
前身为1960年代组建的万寿山休养所。1998年10月，国家机关事务管理局西山服务局成立，是国家机关事务管理局所属事业单位，主要承担领导同志及中央国家机关各部门召开的各类型会议的接待服务，对外承接各类会议的接待服务。

## 职责
1. 负责规定范围内党和国家领导人以及国务院指定的其他领导同志在西山办公、休息的接待服务工作。
2. 负责各部门在西山组织召开各种会议的接待服务工作。
3. 在完成领导同志接待服务任务的基础上，充分利用设施设备，依法组织经营。
4. 负责物资、设备的购置配备和固定资产管理。
5. 负责西山办公区房屋的基建、修缮和管理。
6. 负责西山办公区内消防安全、卫生、绿化美化工作。
7. 负责职工队伍的管理和日常工作的组织。
8. 承办局领导交办的其他事项。

## 机构设置
- 办公室
- 东区管理处
- 西区管理处（对外称杏林山庄）
- 总务处

## 历任领导
| 局长 …… - 于永水（？—2009年12月，西山服务局局长；2009年12月—2010年3月，国管局党组成员、西山服务局局长） - 庞长青（2011年5月—2016年9月，西山服务局局长；2016年9月—？，国管局副局长、党组成员兼西山服务局局长） - 陈佳资（？—，党委书记兼） 副局长 …… - 夏占发（？—？） - 陈佳资（？—？，后为党委书记兼） - 程德修（？—） - 蒋小军（？—） - 侯生伟（？—） 总会计师 …… - 胡晓春（？—） | 党委书记 …… - 陈佳资（？—） 党委副书记 …… - 李建华（？—，兼工会主席） |